# Конкольский, Рихард
Рихард Конкольский (чеш. Richard Konkolski, 6 июля 1943) — первый чехословацкий яхтсмен, совершивший одиночное кругосветное плавание. Заслуженный мастер спорта Чехословакии.

## Биография
С юных лет начал плавать на яхте.
Учился на строителя (1959—1963). С 1963 по 1972 год работал инженером-строителем, руководил и координировал строительство нескольких химических заводов.
С 1959 по 1966 год участвовал в ряде яхтенных гонок, стал чемпионом Северной Моравии.
В 1972 году участвовал в одиночной трансатлантической гонке OSTAR по маршруту Плимут— Ньюпорт на собственноручно построенной яхте Nike I (Ника). Из-за сломанной мачты и других проблем сумел финишировать только на 41 месте (из 60) в общем зачете (7-м по гандикапу). Продолжив путешествие через Панамский канал и Торресов пролив за три года совершил кругосветное плавание.
В августе 1975 года Конкольский вернулся в Щецин, пройдя 33 661 морских миль за 342 дня плавания
В 1980 году финишировал четвёртым в своем классе и девятым в общем зачете гонки OSTAR, показав рекордное время пересечения Атлантики яхтсменом-одиночкой на однокорпусной яхте (21 день 6 часов).
Эмигрировал в США в 1982 году, где сначала работал в строительной компании, а потом начал свой собственный строительный бизнес.
Продолжал участвовать в гонках, в том числе в кругосветной одиночной гонке BOC Challenge 1982/83 года (3-е место в своем классе) и 1986/87 года (5-е место).
После гонки 1982/83 года Конкольский стал вторым человеком в мире, который дважды совершил одиночное кругосветное плавание в обоих направлениях, и первым европейцем, который сделал это.
После гонки 1986/87 года Конкольский стал первым человеком, который трижды совершил одиночное кругосветное плавание.
Вернулся в Чехию в 2016 году (гражданство Чехии было возвращено в 2014 году).
Является автором нескольких книг, фильмов и телевизионных документальных фильмов.
Яхта Nike I, на которой Конкольский совершил кругосветное путешествие в настоящее время принадлежит пражскому Национальному техническому музею.